# 長洲 (千葉市)
長洲（ながず）は、千葉市中央区の地名。現行行政地名は長洲一丁目、長洲二丁目。郵便番号は260-0854。

## 概要
千葉市のほぼ中央に位置する。町内、及び周辺には千葉県庁、千葉県警察本部、千葉地方裁判所などの行政機関が所在し、官庁街としての特徴がみられる。一方、町域のほとんどは住宅地である。

### 表記ゆれ
正式な町名の読みは「ながず」だが、「ながす」と読まれる場合がある。例を挙げると、千葉中央バスのバス停の名称は「長洲二丁目（ながすにちょうめ）」である。全国的に長洲という地名はみられるが、「ながず」と読む例は稀有なためこのような表記ゆれが生まれたものと思われる。

## 世帯数と人口
2022年（令和4年）現在の世帯数と人口は以下の通りである。
| 町丁       | 世帯数    | 人口    |
| ---------- | --------- | ------- |
| 長洲一丁目 | 1,045世帯 | 1,535人 |
| 長洲二丁目 | 895世帯   | 1,366人 |

## 小・中学校の学区
市立小・中学校に通う場合、学区は以下の通りとなる。
| 丁目   | 番地         | 小学校             | 中学校             |
| ------ | ------------ | ------------------ | ------------------ |
| 一丁目 | 9~17番       | 千葉市立本町小学校 | 千葉市立葛城中学校 |
| 一丁目 | 1~8、18~35番 | 千葉市立寒川小学校 | 千葉市立末広中学校 |
| 二丁目 | 全域         | 千葉市立寒川小学校 | 千葉市立末広中学校 |

## 交通

### バス
- 長洲二丁目（千葉中央バス）
- 柏戸病院（千葉中央バス・小湊鉄道バス）
- 県庁（千葉中央バス）
- 本千葉駅前（小湊鉄道バス）

### 鉄道・軌道
- 県庁前駅（千葉都市モノレール1号線）
- 本千葉駅（外房線・内房線）